# Cleopatra (1963)
Cleopatra is een Amerikaanse film uit 1963 die geregisseerd werd door Joseph L. Mankiewicz. Het scenario is geschreven door Sidney Buchman, Ben Hecht, Ranald MacDougall, gebaseerd op een boek van Carlo Maria Franzero. De hoofdrollen worden vertolkt door Elizabeth Taylor, Richard Burton, Rex Harrison, Roddy McDowall, en Martin Landau.
De film was oorspronkelijk gebudgetteerd op 2 miljoen dollar. Uiteindelijk kwam het bedrag uit op 44 miljoen. Rekening houdend met de inflatie is dit een van de duurste films ooit. Cleopatra werd genomineerd voor negen Academy Awards en won er vier. Ook werd de film genomineerd voor vier Golden Globes.

## Verhaal
De film begint kort na de Slag bij Pharsalus, waarin Julius Caesar het leger van Pompeius verslagen heeft. Pompeius vlucht naar Egypte en roept de hulp in van de jonge farao Ptolemaeus XIII Theos Philopator en diens zus Cleopatra VII. De Egyptenaren laten Pompeius echter vermoorden en bieden Caesar tijdens een bezoek aan Egypte Pompeius’ hoofd aan als teken van goede wil. Caesar is echter geschokt door deze brute dood van een waardige tegenstander.
Cleopatra probeert Caesar gunstig te stemmen door hem te waarschuwen voor een naderende aanval van Ptolemaeus. Als reactie laat Caesar de Egyptische vloot verbranden en neemt controle over de haven. Als hij vervolgens ook nog versterking krijgt van Mithridates van Pergamon, wordt het leger van Ptolemaeus XIII makkelijk verslagen. Ptolemaeus XIII komt hierbij om. Na zijn dood wordt Cleopatra tot koningin van Egypte gekroond, en begint een relatie met Caesar. Samen krijgen ze een zoon; Ptolemaeus XV Caesarion. Caesar krijgt van de Senaat extra rechten en wordt zo alleenheerser van Rome, maar het feit dat hij Ptolemaeus XV Caesarion openlijk als zijn kind erkent valt niet bij iedereen in even goede aarde. Uiteindelijk keert de senaat zich tegen Caesar en vermoordt hem.
Imperator Caesar Augustus wordt tot Caesars opvolger benoemd. Cleopatra beseft dat ze geen toekomst heeft in Rome en keert terug naar Egypte. Twee jaar later worden de samenzweerders tegen Caesar gedood in de Slag bij Philippi. Na de slag krijgt Marcus Antonius het bevel over de oostelijke provincies van het rijk. Hij plant een aanval tegen de Parthen, maar beseft dat alleen Egypte hem de hiervoor benodigde voorraden kan leveren. Hij regelt een ontmoeting met Cleopatra en de twee krijgen een relatie. Augustus gebruikt deze relatie echter om Marcus, die hij als rivaal is gaan zien, in een slecht daglicht te plaatsen. Bij Marcus’ terugkeer in Rome, dwingt Augustus hem tot een huwelijk met Octavia Thurina minor. Cleopatra is razend over dit huwelijk en wanneer Marcus haar een jaar later weer om hulp vraagt, eist ze een derde van het rijk als betaling. Marcus scheidt weer van Octavia en kiest openlijk de kant van Cleopatra. De senaat keert zich nu tegen hem en stemt voor een oorlog tegen Marcus en Cleopatra. Augustus laat de Egyptische ambassadeur, Sosigenes, vermoorden.
De oorlog resulteert in de Slag bij Actium. Als Cleopatra Marcus’ schip ziet verbranden, neemt ze aan dat hij dood is en geeft de Egyptische troepen het bevel zich terug te trekken. Marcus volgt haar en laat zijn vloot en leger aan hun lot over. Augustus’ leger trekt snel op richting Egypte en Marcus pleegt uiteindelijk zelfmoord. Cleopatra wordt gevangen door Augustus die haar als gevangene mee wil nemen naar Rome, maar Cleopatra sterft nog liever; ze laat zichzelf bijten door een Aspisadder.

## Rolverdeling

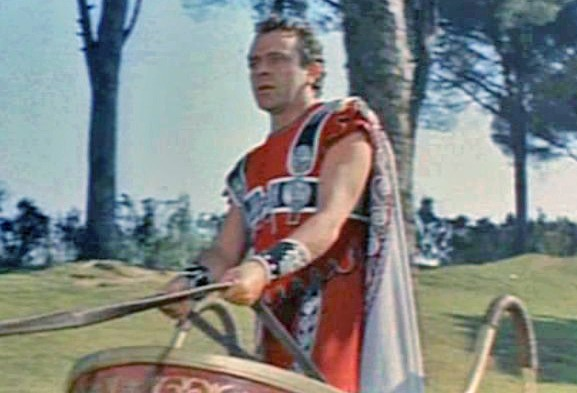
Richard Burton als Marcus Antonius

| Acteur                                                                   | Personage                                              |
| ------------------------------------------------------------------------ | ------------------------------------------------------ |
| Elizabeth Taylor                                                         | Cleopatra                                              |
| Richard Burton                                                           | Marcus Antonius                                        |
| Rex Harrison                                                             | Julius Caesar                                          |
| Carroll O'Connor                                                         | Publius Servilius Casca                                |
| Roddy McDowall                                                           | Octavianus, toekomstige Imperator Caesar Augustus      |
| Martin Landau                                                            | Rufio                                                  |
| Robert Stephens                                                          | Germanicus                                             |
| Hume Cronyn                                                              | Sosigenes                                              |
| Andrew Keir                                                              | Marcus Vipsanius Agrippa                               |
| Gwen Watford                                                             | Calpurnia Pisonis                                      |
| Kenneth Haigh                                                            | Marcus Junius Brutus                                   |
| George Cole                                                              | Flavius                                                |
| Pamela Brown                                                             | Cleopatra's hogepriesteres                             |
| Cesare Danova                                                            | Apollodorus                                            |
| Francesca Annis                                                          | Eiras                                                  |
| Richard O'Sullivan                                                       | Ptolemaeus XIII Theos Philopator                       |
| Gregoire Aslan                                                           | Pothinus                                               |
| Martin Benson                                                            | Ramos                                                  |
| Herbert Berghof                                                          | Theodotus van Chios                                    |
| John Cairney                                                             | Phoebus                                                |
| Jacqueline Chan (als Jacqui Chan)                                        | Lotos                                                  |
| Isabel Cooley (als Isabelle Cooley)                                      | Charmian                                               |
| John Doucette                                                            | Achillas                                               |
| Andrew Faulds                                                            | Canidius                                               |
| Michael Gwynn                                                            | Cimber                                                 |
| Michael Hordern                                                          | Cicero                                                 |
| John Hoyt                                                                | Cassius                                                |
| Marne Maitland                                                           | Euphranor                                              |
| Douglas Wilmer                                                           | Decimus                                                |
| Marina Berti (onvermeld)                                                 | Koningin te Tarsus                                     |
| Del Russell (onvermeld) Kenneth Nash (onvermeld) Loris Loddi (onvermeld) | Caesarion (7 jr.) Caesarion (12 jr.) Caesarion (4 jr.) |
| Jean Marsh (onvermeld)                                                   | Octavia Thurina minor                                  |
| Furio Meniconi (onvermeld)                                               | Mithridates II                                         |
| Luigi Martocci (onvermeld, als Gin Mart)                                 | Marcellus                                              |
| Finlay Currie (onvermeld)                                                | Titus                                                  |
| Laurence Naismith (onvermeld)                                            | Archesilius                                            |
| Ben Wright (onvermeld)                                                   | Verteller                                              |

## Achtergrond

### Productie
De film is berucht vanwege het feit dat de productie 20th Century Fox bijna failliet liet gaan. Het originele budget van 2 miljoen dollar werd ver overschreden. Het uiteindelijke budget, 44 miljoen dollar, is gecorrigeerd voor inflatie gelijk aan 340 miljoen dollar in 2014. Daarmee is Cleopatra de op twee na duurste film ooit wereldwijd, en op een na duurste Amerikaanse film ooit, na Pirates of the Caribbean: At World's End. De hoge kosten kwamen onder andere door de uitgebreide decors, kostuums, en rekwisieten. De meeste van deze moesten twee keer worden gemaakt; een keer voor de opnames in Londen en een keer voor de opnames in Rome.
De opnames begonnen in 1960 in Londen. Mankiewicz werd bij de film betrokken nadat regisseur Rouben Mamoulian had afgehaakt. Mamoulian wilde de rol van Cleopatra het liefst aan de Afro-Amerikaanse actrice Dorothy Dandridge geven. Toen Mankiewicz de regie overnam, had de film het budget al met 5 miljoen dollar overschreden en er was volgens hem nog niks bruikbaars op film vastgelegd. Mankiewicz werd ontslagen tijdens de eindmontage, maar weer aangenomen toen bleek dat niemand anders de montage kon voltooien.
Elizabeth Taylor kreeg voor haar rol 1 miljoen dollar aangeboden, maar door de vertragingen in de productie liep dit op naar 7 miljoen dollar. Taylor werd erg ziek tijdens de eerste opnamedagen en moest met spoed in het ziekenhuis worden opgenomen voor tracheotomie. Het litteken dat ze hierdoor opliep kan in enkele scènes gezien worden. Omdat het weer in Engeland haar herstel belemmerde en ook de opnames regelmatig stillegde, werd na 6 maanden besloten de opnames te verplaatsen naar Rome. De Engelse decors werden uiteindelijk gebruikt voor de film Carry On Cleo. Tijdens de opnames leerde Taylor Richard Burton kennen, en de twee kregen openlijk een relatie die wereldwijd in de media werd uitgemeten.
De productie werd verder gehinderd door een internationale hype die was ontstaan. Al ruim voor de première werd Cleopatra aangekondigd als het volgende grote meesterwerk; een verwachting die Fox koste wat het kost waar wilde maken.
De eerste versie van de film die Mankiewicz afleverde had een lengte van zes uur. Dit werd voor de première ingekort tot vier uur, maar de studio vond dit nog steeds te lang. Uiteindelijk werd de bioscoopversie teruggesnoeid tot drie uur. Scènes die sneuvelden waren Rufio’s dood en Cleopatra’s dialogen met Egyptische goden. Mankiewicz probeerde de studio zo ver te krijgen van de film een tweeluik te maken zodat zo veel mogelijk scènes behouden konden blijven. Deze films hadden dan uit moeten komen onder de titels Caesar and Cleopatra en Antony and Cleopatra. De studio vond dit echter te riskant.

### Filmmuziek
De muziek voor Cleopatra werd gecomponeerd door Alex North. De filmmuziek is meerdere malen op LP en CD uitgebracht.

#### Nummers
1. Overture (2:45)
2. Caesar and Cleopatra (2:35)
3. The Head of Pompeius (2:58)
4. A Gift for Caesar (1:49)
5. The Palace of Alexandria (2:58)
6. The Fire Burns, The Fire Burns (2:03)
7. Taste of Death (1:46)
8. A Queen's Bedroom (4:59)
9. Conspirations and Conflicts (3:55)
10. Anthony and Calpurnia (2:05)
11. Caesar's Farewell (3:47)
12. Cleopatra Enters Rome (6:03)
13. Caesar's Assassination (4:38)
14. Epilogue (Act 1) (2:24)
15. Anthony and Cleopatra (2:20)
16. We Shall Meet in Egypt (2:40)
17. Cleopatra's Barge (3:02)
18. Anthony's Victory (3:22)
19. Love and Hate (2:17)
20. My Love is my Master (2:12)
21. Anthony's Farewell (2:40)
22. Grant Me An Honourable Way to Die (2:39)
23. Dying is Less than Love (4:31)
24. Anthony... Wait (3:59)

### Uitgave en ontvangst
Toen de eindmontage bijna afgerond was, was het al duidelijk dat Cleopatra een van de financieel succesvolste films ooit zou moeten worden wilde 20th Century Fox ooit het budget terugverdienen. De première werd meerdere keren uitgesteld.
Uiteindelijk werd Cleopatra het succes waar Fox op hoopte; in Noord-Amerika bracht de film 48 miljoen dollar op, waarmee het de succesvolste film van dat jaar was. Wereldwijd kwam de opbrengst uit op $57.777.778.
Critici kwamen echter al snel met een reeks historische onjuistheden in de film. Ook de duidelijk verschillende regiestijlen werden bekritiseerd. Bovendien vonden critici dat de film te lang was, waardoor het publiek de algehele plot moeilijk zou kunnen volgen.
De film leverde Elizabeth Taylor het wereldrecord voor “meeste kostuums in 1 film” op; ze droeg 65 verschillende kostuums in de film. Dit record bleef tot 1996 in haar handen, waarna Madonna het overnam met 85 verschillende kostuums in Evita.

## Prijzen en nominaties

### Academy Awards
In 1963 won Cleopatra vier Academy Awards, en werd voor nog eens vijf genomineerd:
Gewonnen
- Beste cinematografie (Leon Shamroy)
- Beste Art Direction (John DeCuir, Jack Martin Smith, Hilyard M. Brown, Herman A. Blumenthal, Elven Webb, Maurice Pelling, Boris Juraga, Walter M. Scott, Paul S. Fox, Ray Moyer)
- Beste kostuums
- Beste visuele effecten

genomineerd
- Beste film
- Beste acteur (Rex Harrison)
- Beste filmmontage
- Beste muziek
- Beste geluid

### Overige prijzen
De film won nog drie andere prijzen:
- 1963: de NBR Award voor beste acteur (Rex Harrison)
- 1964: de Golden Laurel: de eerste plaats voor Top Road Show en de tweede plaats voor Top Male Dramatic Performance (Rex Harrison)

## Varia
- De film wordt wel geassocieerd met de rentree van de kunstwimpers door de zware oogmake-up die Taylor in de film draagt.[4]